# Synke
Der weibliche Name Synke ist eine Nebenform von Sünje, kommt aus dem Friesischen und bedeutet kleine Sonne, da „sün“ Sonne bedeutet und „-je“ die Verniedlichungsform ist.
Die männliche Form ist Sönke (andere Schreibweisen Sünke, Söncke), die Söhnchen bedeutet; weitere Formen sind Sonke und Sonnich.